# سیارک ۲۹۴۸۳
سیارک ۲۹۴۸۳ (به انگلیسی: 29483 Boeker، نامگذاری:1997VD5) بیست و نه هزار و چهارصد و هشتاد و سومین سیارک کشف شده‌است که در ۳ نوامبر ۱۹۹۷ کشف شد.